# Kristi Castlin
Kristi Castlin (7 de julho de 1988) é uma velocista estadunidense, especialista nos 100m com barreiras, medalhista olímpica.

## Carreira
Kristi Castlin competiu na Rio 2016, conquistando a medalha de bronze nos 100m com barreiras.